# Зверев, Александр Иванович
Александр Иванович Зверев — конструктор боеприпасов, трижды лауреат Государственной премии СССР.

## Биография
В 1932 г. окончил Военно-техническую академию РККА.
Работал в НИО завода № 67, с 1938 года — в ГСКБ-47.
Первое конструкторское задание — осветительные (светящие) бомбы. К концу 1933 года первая светящая авиабомба калибра 5 кг — САБ-5 была представлена комиссии.
С февраля 1940 по 1946 г. начальник отдела по разработке мин для гладкоствольных минометов. Коллектив отдела за 1940 год и первую половину 1941 года разработал и передал в промышленность систему минометных выстрелов, включавшую 50- и 82-мм осколочные мины, 107- и 120-мм осколочно-фугасные мины, а также 82- и 120-мм мины большой емкости. В этот же период отдел разработал и сдал на вооружение Красной армии зажигательные, дымовые и осветительные мины, а также учебно-практические мины многократного применения всех калибров.

## Награды и премии
- орден Красной Звезды (1939)
- 15 апреля 1944 года — орден Ленина, за успешное выполнение заданий правительства по созданию новых видов боеприпасов
- Сталинская премия 1946 года — за создание 160-мм мин
- орден Отечественной войны I степени (1946)
- Сталинская премия 1951 года — за разработку 240-мм и новой 160-мм мины
- Государственная премия СССР 1977 года — за достигнутые успехи в освоении и производстве новых видов продукции.